# دافيد غاريت
دافيد غاريت (بالألمانية: David Garrett) هو عازف كمان ألماني شهير، ولد في 4 سبتمبر 1980 في مدينة آخن الألمانية. وقد حطم الرقم القياسي في موسيقى البوب في ألمانيا، ونال المرتبة الأولى في العزف على الكمان، ودخل موسوعة غينيس للأرقام القياسية في سرعة العزف على الكمان، كأسرع عازف يؤدي المقطوعات بسرعة فائقة، دون التأثير على جودة ونقاء الموسيقى المعزوفة.

## حياته
وُلد دافيد غاريت في ألمانيا عام 1980 لأب ألماني وأم أميركية، بدأ عزف الكمان في سن الرابعة، عندما جلب والده لأخيه الأكبر كمان، فأصبح يَعزف عليه، وبعدها تقدّم لإحدى المسابقات، ونال الجائزة الأولى، وبدأ يُقدّم حفلات بشكل احترافي في السن الثانية عشرة. لم تكن حياته سهلة على الرغم من موهبته الكبيرة، ورحلة نجاحه مرّت بمحطات صعبة. روى جاريت بعضاً من ملامح تلك الحياة في حوار له بجريدة الديلي ميل. قضى جاريت طفولة شاقة تحت وطأة التدريبات المتواصلة والمعلمين الخصوصين الذين أحضرهم والده له حين أدرك موهبته. يقول جاريت على الرغم من أن والده نجح في أن يصل به إلى مكانته الحالية، إلا أنه لم يكن ليختار أن يحيا يوماً من تلك الأيام مرة ثانية، لقد كانت أياماً صعبة وبها كثير من الدموع. انفصل جاريت عن تأثير والده في السن السابعة عشرة حين سافر إلى أميركا ودرس في مدرسة جوليارد، تتلمذ هناك على يد عازفين مشهورين مثل إيزاك بيرلمان. ونال جائزة المعهد في التأليف الموسيقي بمقطوعة فيوج على غرار يوهان سباستيان باخ. في تلك الفترة امتنع والده عن تمويل دراسته الجامعية، فعمل جاريت كموديل، حتى لُقب بديفيد بيكام الموسيقى.